# Montes Claros de Goiás
Montes Claros de Goiás est une municipalité brésilienne de l'État de Goiás et la microrégion d'Aragarças.